# 국도 제3호선 (라오스)
국도 제3호선(Route 3)은 라오스의 나트이에서 후아이싸이 사이까지 이어주는 총 연장 197 km의 구간을 가진 일반 국도이다. 그러나 이 국도는 아시안 하이웨이 3호선의 일부이기도 하다. 그래서 이 도로가 메콩강 유역을 중심으로 종단하게 되어 있는 도로이기도 하며, 라오스-태국 제4우의교를 경유하기도 하고 심지어는 쿤밍 방콕 고속도로와도 직접 연결되는 도로망 중의 하나이다.